# Flughafen Tarija

i7
i11
i13

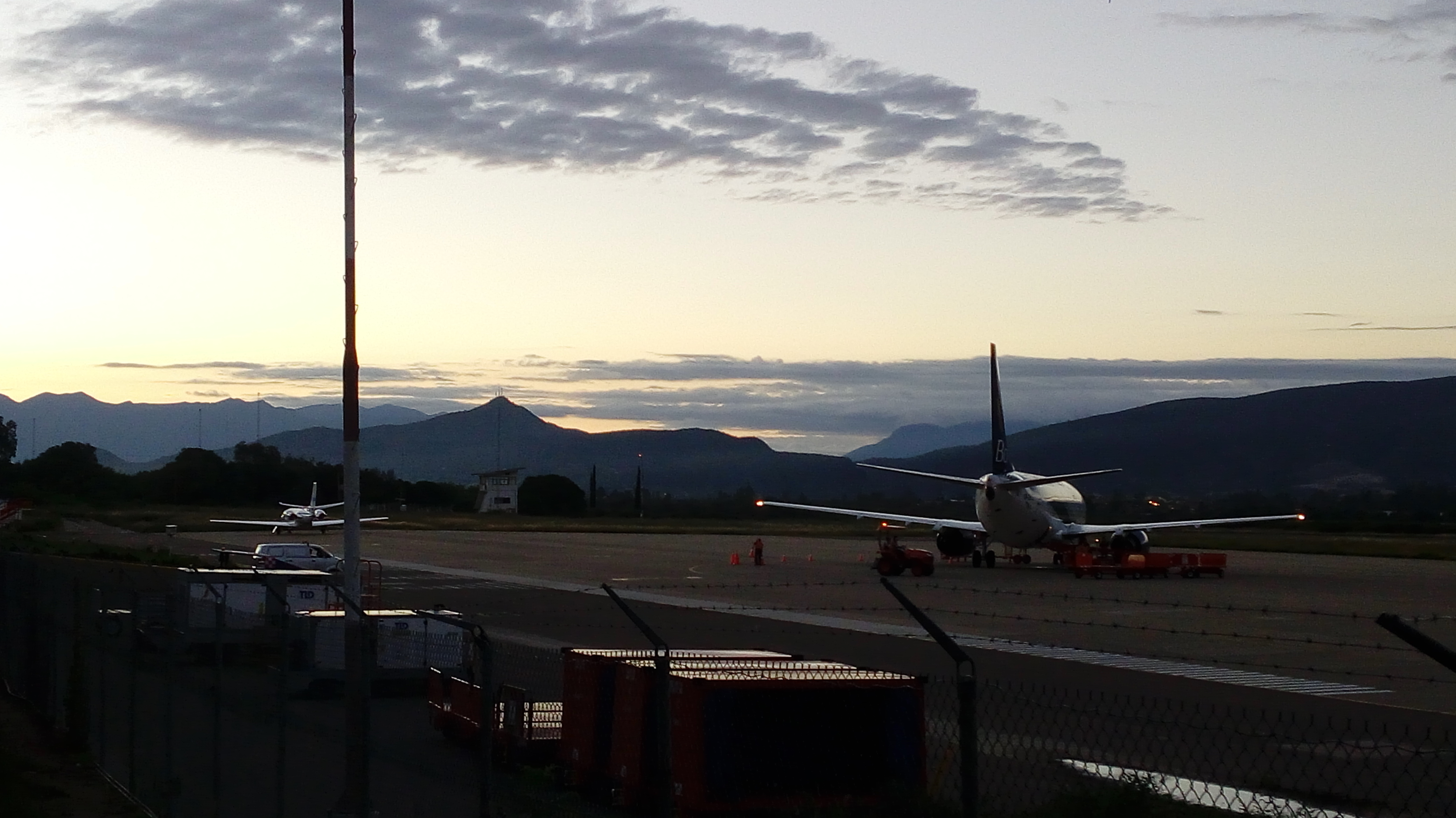
Rollfeld des Flughafens bei Abenddämmerung (2018)

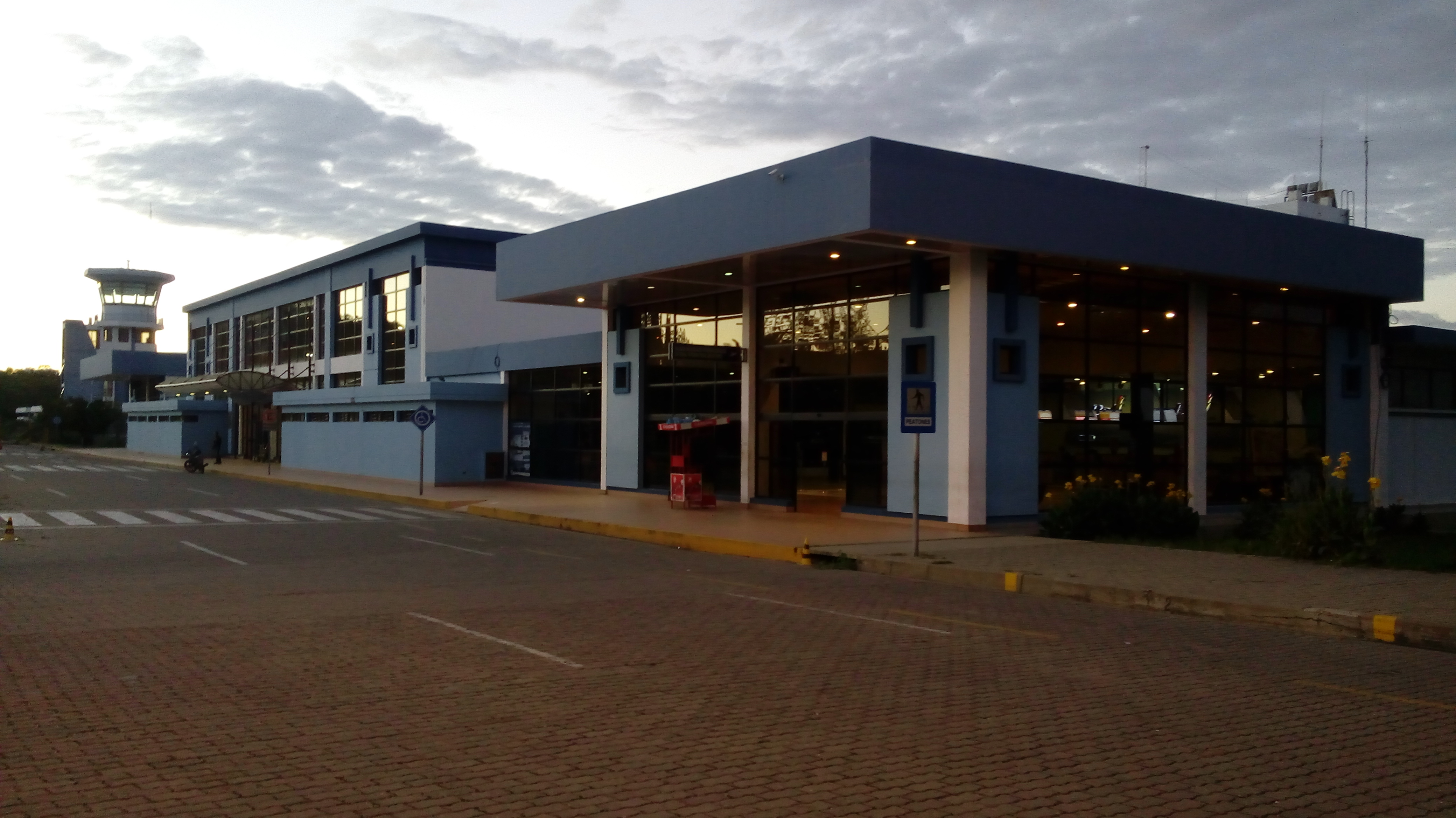
Flughafengebäude Tarija (2018)

Der Aeropuerto Capitán Oriel Lea Plaza (IATA: TJA, ICAO: SLTJ) ist der Flughafen der südbolivianischen Stadt Tarija. Der Flughafen wird sowohl zivil als auch militärisch genutzt. Seinen Namen erhielt der Flughafen am 20. Juli 1944 zu Ehren des Flugkapitäns Oriel Lea Plaza, der im Chacokrieg aktiv gewesen war und am 31. März 1943 bei einem Trainingsflug mit einer Curtiss-Wright CW-22 in La Paz verunglückte.

## Ziele
Es werden im Linienflugverkehr nur inländische Ziele angeboten. Direktverbindungen gibt es mit Stand Februar 2018 nach Cochabamba (Aeropuerto Internacional Jorge Wilstermann) mit Boliviana de Aviación (BoA), nach Santa Cruz de la Sierra (Flughafen El Trompillo) mit EcoJet und BoA, sowie mit BoA nach La Paz (Flughafen El Alto), Sucre (Aeropuerto Internacional de Alcantarí) und Yacuiba (Flughafen Yacuiba).

## Anreise und Abreise

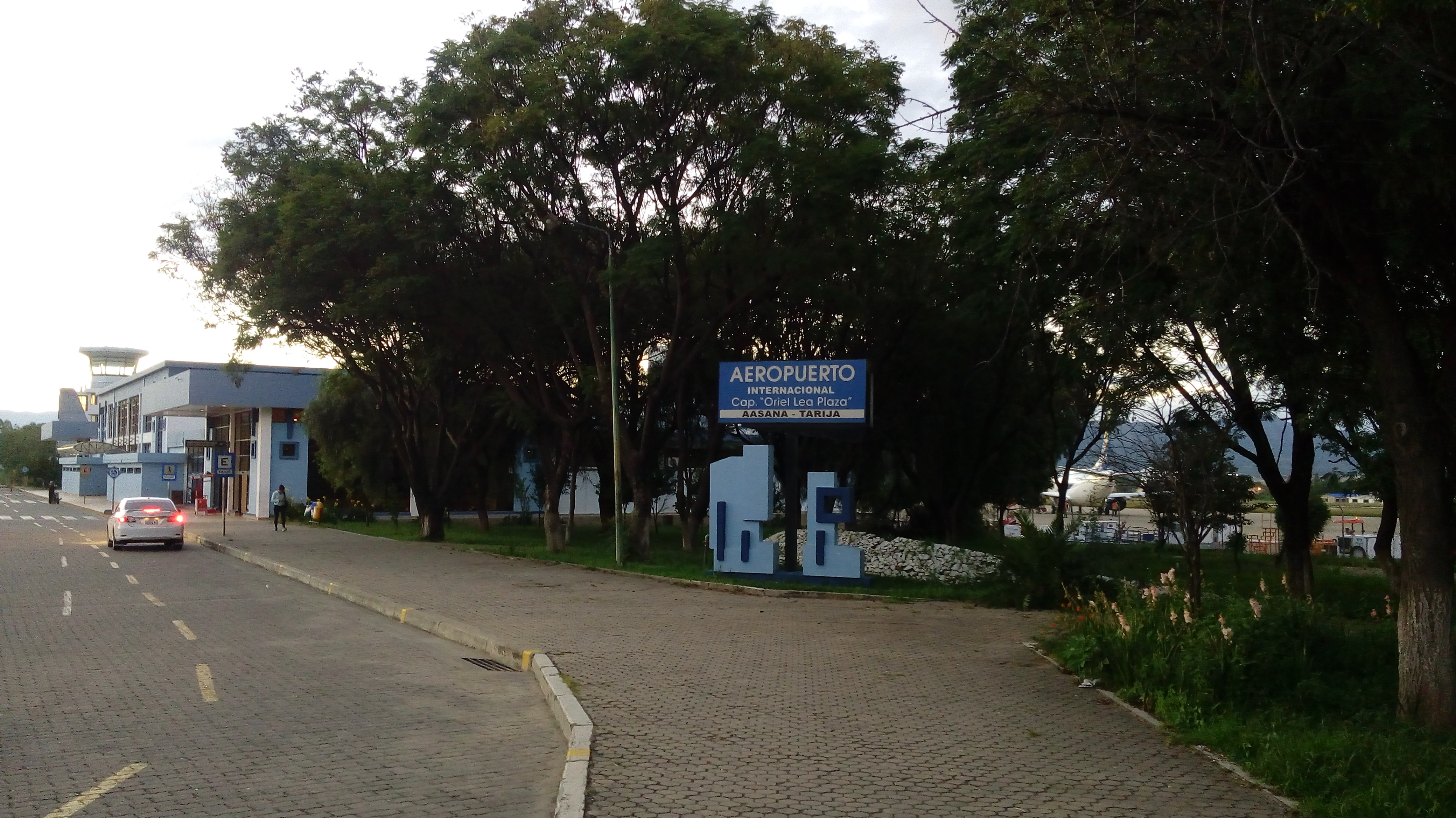
Anfahrt zum Flughafengebäude (2018)

Der Flughafen ist vom Stadtgebiet umschlossen und daher von vielen Vierteln aus selbst zu Fuß gut erreichbar. Taxis zwischen Flughafen und Stadtzentrum kosten etwa 25 Bolivianos (Stand 2018) bzw. je nach Personenanzahl und Gepäck etwa die Hälfte, wenn man sie außerhalb des Terminals nimmt, wo auch diverse Mikrobusse und Linientaxis verkehren.

## Geschichte
Der Flughafen stammt aus der Zeit vor dem Chacokrieg (zwischen 1932 und 1935 kämpften Bolivien und Paraguay wegen Ölvorkommen um den Gran Chaco). Er war eines der ersten Ziele der damaligen staatlichen Fluggesellschaft Lloyd Aéreo Boliviano, die 1925 gegründet wurde. Zur damaligen Zeit existierten zwei Landebahnen mit Längen von 2000 Metern und 1220 Metern. Während des Chacokrieges war der Flughafen Tarija ein wichtiger Stützpunkt der IV. Luftbrigade der bolivianischen Luftwaffe. Eine kommerzielle Nutzung des Flughafens gab es damals noch nicht.
Im Jahr 1969 wurde mit dem Ausbau des Flughafens begonnen, der zwischen 1977 und 1980 abgeschlossen wurde. Das Terminal wurde Mitte der 1980er-Jahre renoviert. Seit den 2010er-Jahren gibt es Bestrebungen, den Flughafen aufzurüsten, um auch regelmäßig internationale Ziele anfliegen zu können. Bis auf eine kurzlebige Verbindung nach Salta in Argentinien ist daraus bisher (Status 2018) nichts geworden.
Daneben wird das tiefe Überfliegen von großen Teilen des Stadtgebiets als Sicherheitsrisiko eingestuft, weshalb eine Verlegung immer mal wieder diskutiert wird. Experten sind allerdings überwiegend der Ansicht, dass die Geographie der Region keinen sinnvollen alternativen Standort zulässt.

## Zwischenfälle
Am 15. Oktober 1958 verunglückte eine Douglas DC-3/C-47A-DL der TAM – Transporte Aéreo Militar (zivile Fluggesellschaft der bolivianischen Luftwaffe) (Luftfahrzeugkennzeichen TAM-03), die auf einem Charterflug auf dem Weg von der bolivianischen Militärbasis Fortín Campero zum Flughafen Tarija war. Sie flog in der Nähe von Villamontes im Departamento Tarija in einen Berg. Alle 20 Insassen, davon 17 Passagiere und drei Crewmitglieder, kamen ums Leben.